# Canti della Sardegna
Canti della Sardegna è un album del Coro Barbagia, pubblicato con l'etichetta RCA Italiana (serie Linea Tre) nel 1976; è una raccolta di canti tradizionali sardi  in logudorese e nuorese e canti gregoriani in latino. Gli arrangiamenti sono di Banneddu Ruiu. Il disco è praticamente un remake del disco di 10 anni prima Sardegna canta e prega

## Tracce

### Lato A
1. No potho reposare - Salvatore Sini, Giuseppe Rachel (Solista Giuseppe Tanchis)
2. Bobore Ficumurisca -  (nuorese, gosos)
3. No mi giamedas Maria -  (solista Matteo Scrugli)
4. In su monte 'e Gonare - (logudorese, nuorese Canto tradizionale) (Solista Giuseppe Tanchis)
5. Sa Cozzula - (nuorese, tradizionale)
6. Miserere -  (canto popolare)

### Lato B
1. Adios, Nugoro amada -  (nuorese)
2. A S'Andira - (nuorese, canto popolare)
3. Cunservet Deus su Re - 2:00 (logudorese, Inno patriottico)
4. Stabat Mater - (canto religioso)
5. Zia Tatana - (nuorese, tradizionale)
6. Non mi giamedas Maria - (canto popolare)